# 架空実況
架空実況（かくうじっきょう）とは、主にラジオ番組（ラジオドラマ等）のひとつの形態を示す。なお、実事象について架空の実況放送を行うことは、虚偽の内容の放送となるため、厳禁である。

## 概要
「架空実況」はもともと、アナウンサーを中心とする番組制作スタッフの練習用（リハーサル用）である。例えばスポーツ中継などであれば、勝者が誰になるかわからず、もちろん試合の状況がどのように推移するかもわからない。このため、あらゆる状況を想定し、確実に実況を行うために予めリハーサルを行う必要がある。このリハーサルでは実際の選手やチームなどのひとつを勝者と想定し、試合の推移も架空のものを用意して実際に実況を行う。その他、ニュースでは同様に、緊急事態に備えた練習のため、日常よく行われる。内容はリハーサル用のものであるので全くのデタラメであるが、最終の放送機材を用いた「通しリハーサル」では、番組進行表から放送体制まで全て本番と同じである。従って番組としての体裁は完全に整っているため、万一、間違って放送されたならば、それが架空のものなのか本当のものなのか全く区別できず、放送事故として扱われることになる。
ラジオ放送開始後、この「真面目に取り組むデタラメの面白さ」、転じて、例えば大衆周知の歴史的事実、とりわけ悲劇的であったり理不尽であったりする結果のものについて、『if』、すなわち『歴史の瞬間がこうであったなら、現実はこう違っていた。』に導く。」ことの面白さに番組制作スタッフが気付くのにさほど時間はかからず、それを実況形態にしたものが、主にラジオドラマの形態のひとつになった。
有名なものとしては、1938年10月30日にアメリカで放送されたオーソン・ウェルズによる『宇宙戦争』がある。しかしこれは未成熟なもの、すなわちフィクションであることの明示が不十分であったため、リスナーの一部をパニックに陥れた（ただし異説あり）としても有名である。
架空実況やその手法は今日、テレビドラマなどにも取り入れられてはいるが、映像のないラジオの場合、リスナーが「架空の現場を想像しながら、より楽しむことができる」という点から、今日でもラジオで多く実施される。